# ハワイ・ホットスポット
ハワイ・ホットスポット (Hawaii hotspot) は、ハワイ島近辺に位置する火山性ホットスポットである。世界で最もよく知られ、研究されているホットスポットで、そのマントルプルームは5,800km (3,600 mi) 以上に及ぶハワイ-天皇海山列を作り上げた。これらは4つの活火山と2つの休火山、そして123以上の死火山からなり、その多くは波による浸食を受け海山か環礁となっている。この山列は、ハワイ島の南からロシア東端付近のアリューシャン海溝まで伸びている。ほとんどの火山は地殻プレートの境界の地質学的活動で形成されるが、ハワイのホットスポットはプレートの境界からは遠く離れている。1963年にツゾー・ウィルソンが単独で初めて提唱した古典的ホットスポット理論では、その場に定着しているマントルプルームが火山群を作り、太平洋プレートの移動によりその供給源から切られ、次第に不活性化していき最終的には数百万年の浸食を受け海面下に没していくと説明された。この理論によれば、天皇海山列とハワイ諸島との間の約60度の屈曲は太平洋プレートの急激な動きの変化が原因である。2003年、新たな調査により、ホットスポットは移動性で定着しておらず、4,700万年前の屈曲はプレート移動ではなくホットスポットの動きの変化によって引き起こされたというモバイルホットスポット理論が提唱された。
ハワイの先住民達は探検により、北に行くにつれて火山の風化が進んでいることを認識していた。ハワイの火山と海水との戦いはハワイ神話の重要な要素で、ペレはその火山の女神である。後にヨーロッパ人がハワイ諸島に進出すると、1880-1881年にジェームズ・デーナは先住民による長期間の観測との関連性を確認するためホットスポットの火山岩の正式な地質調査を初めて命令した。1912年には火山学者のトーマス・A・ジャガーによってハワイ火山観測所が創立され、島の持続的な科学的観測が始められた。1970年代にはハワイの海底の複雑な地質を調査するマッピング計画が開始された。